# Nemateleotris decora
Nemateleotris decora är en pilfisk, namnet kommer av att de, när de blir skrämda, sätter av i hög fart ned i en håla. De återfinns i tropiska vatten mellan Mauritius och Samoa och blir cirka 9 cm långa. Nemateleotris decora förekommer som saltvattensakvariefisk. 